# Möllevångsgatan

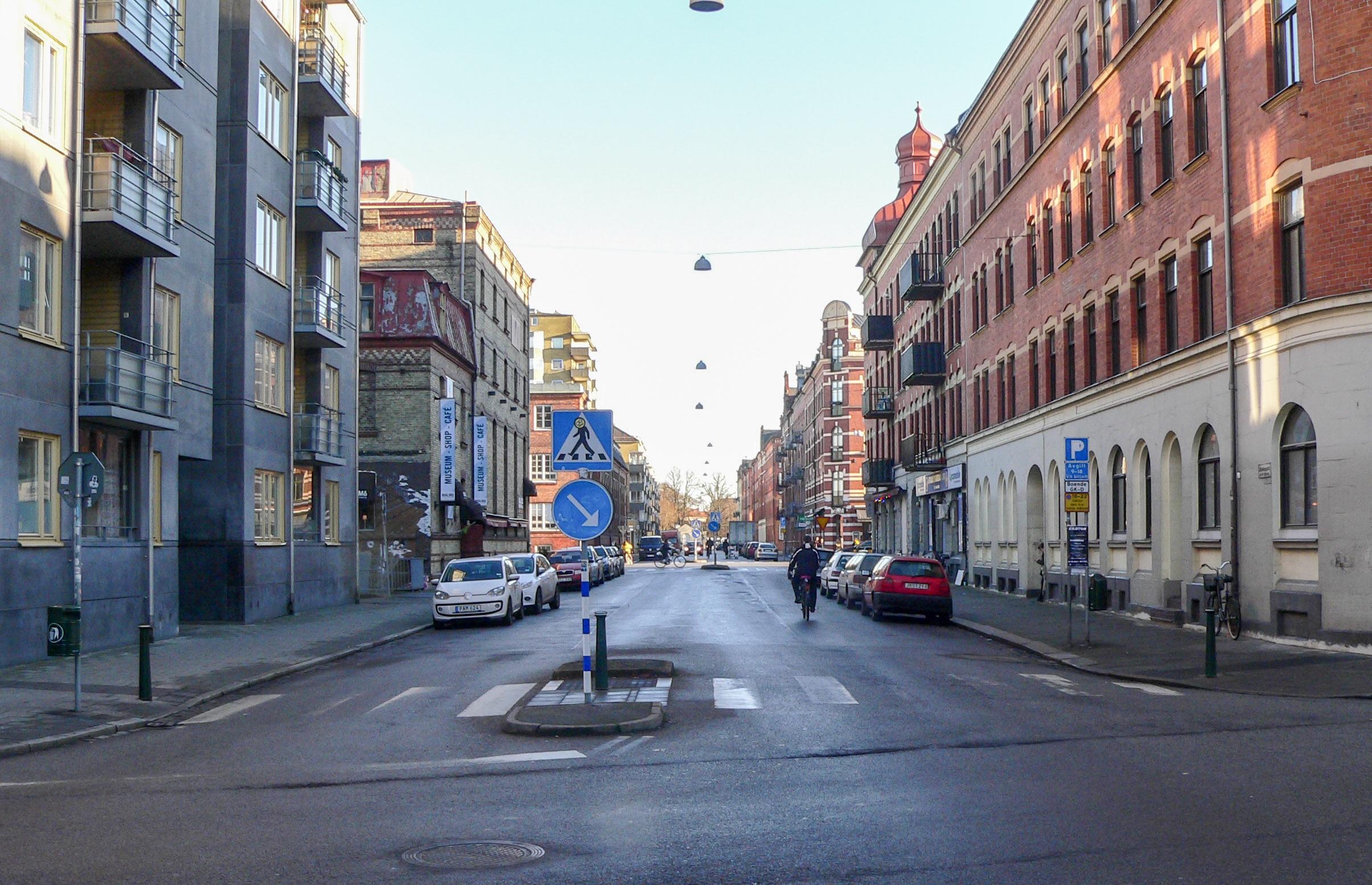
Möllevångsgatan sedd österut från Södra Skolgatan. Alldeles innan Bergsgatan syns en del av Kulturhuset Mazetti på gatans vänstra (norra) sida. I fjärran syns några träd i Folkets Park vid gatans slut.

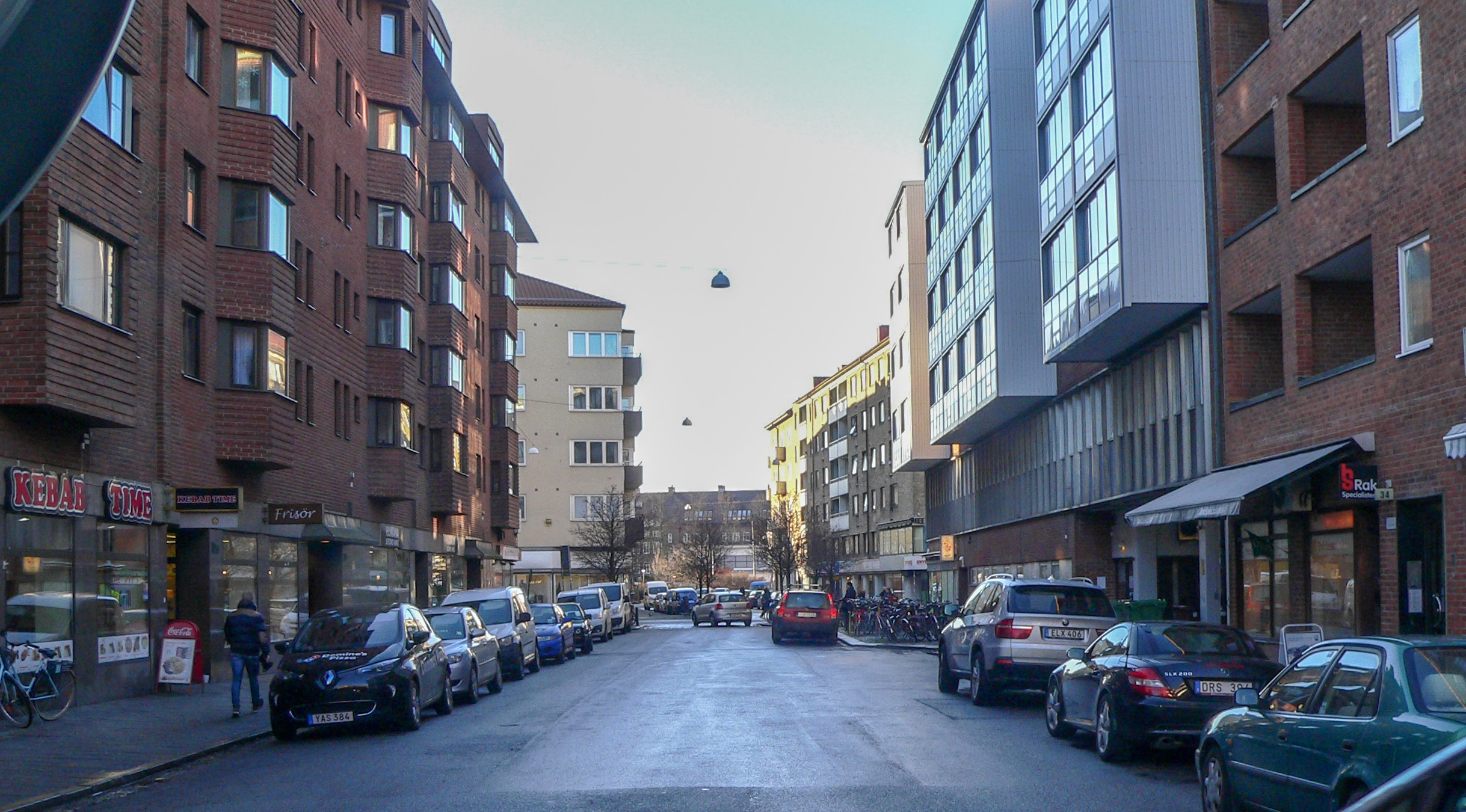
Möllevångsgatan västerut från Södra Skolgatan. En bil svänger vänster (söderut) i Södra Förstadsgatan och i fjärran vid gatans slut vid Kapellgatan skymtar lite av Pildammsskolan.

Möllevångsgatan är en gata i delområdena Rådmansvången och Möllevången i stadsområdet Innerstaden i Malmö. Den sträcker sig från Kapellgatan till Norra Parkgatan (vid Folkets Park) och korsar bland annat Södra Förstadsgatan och Bergsgatan. 
Möllevångsgatan namngavs 1889 och förlängdes 1904 västerut genom att den tidigare Tallgatan, som i realiteten utgjorde en förlängning av denna, införlivades. År 1974 utökades Möllevångsgatan med Ivögatans del norr om denna (en återvändsgata). Den tidigare Tallgatan, där bland andra den blivande socialministern Gustav Möller var uppväxt, var på grund av dess fattiga befolkning i folkmun känd som "Tattargatan".
Malmö stads spårvägar trafikerade 1907–1915 Möllevångsgatan öster om Bergsgatan med elektriska spårvagnar på dåvarande linje 4 och 1915–1928 med linje 5. Därefter försvann genom en omläggning den ordinarie spårvägstrafiken i Möllevångsgatan, men spåren användes för extratrafik till Folkets Park ännu på 1950-talet.